# Veil of Maya
Veil of Maya (engl. „Schleier der Maya“) ist eine US-amerikanische Deathcore-Band mit Djent-Einflüssen aus Chicago in Illinois. Die Band ist derzeit bei Sumerian Records unter Vertrag.
Der Name der Band stammt aus der in der Umgangssprache gebräuchlichen Metapher vom „Schleier der Maya“ aus der Mythologie der indischen Göttin Maya und kommt nicht, wie oftmals angenommen, von dem gleichnamigen Lied der Band Cynic oder dem Gedicht von George William Russell.

## Geschichte
2004 gegründet, nahm die Band 2005 ihre erste Demo mit drei Songs auf. Nach dem Motto „Do It Yourself“ begann die Band, eigene Konzerte und Touren zu veranstalten und zu organisieren. Nachdem die Band sich einen Namen gemacht hatte, bekam sie ein Angebot von Sumerian Records, wo sie anschließend im Jahre 2006 ihr Debütalbum All Things Set Aside veröffentlichten.
Mit Hilfe Michael Keenes von der Band The Faceless erschien 2008 ihr zweites Album The Common Man’s Collapse, wie der Vorgänger, unter Sumerian Records.
Im April 2010 kam ihr drittes Album [id] auf den Markt, mit welchem sie erstmals die amerikanischen Billboard 200 erreichten und es bis auf Platz 107 schafften. Wie bereits The Common Man’s Collapse wurde das Album von Michael Keene produziert.
Im Februar 2012 erschien das vierte Album Eclipse. Nach der Veröffentlichung ging es für die Band auf eine Tour quer durch Europa mit Bands wie Betraying the Martyrs und Vildhjarta.

## Diskografie
Studioalben
- 2006: All Things Set Aside (Sumerian Records)
- 2008: The Common Man’s Collapse (Sumerian Records)
- 2010: [id] (Sumerian Records)
- 2012: Eclipse (Sumerian Records)
- 2015: Matriarch (Sumerian Records)
- 2017: False Idol (Sumerian Records)
- 2023: [m]other (Sumerian Records)

Demos
- 2005: Demo